# Andrew Goudelock
Andrew Darius Goudelock (Stone Mountain, 7 dicembre 1988) è un cestista statunitense.

## Carriera
Viene selezionato dai Los Angeles Lakers con la 46ª scelta assoluta al draft 2011. Il 17 dicembre viene assegnato ai Los Angeles D-Fenders, ma viene richiamato il giorno dopo. Grazie all'infortunio di Steve Blake diventa il playmaker di riserva della squadra, mantenendo una media di 20 minuti a partita. Chiude la sua stagione da matricola con una media di 4,4 punti in 10,5 minuti. Viene tagliato il successivo 27 ottobre.
Il 2 novembre 2012 viene ingaggiato dai Sioux Falls Skyforce, squadra militante in D-League. Il 3 gennaio viene ceduto ai Rio Grande Valley Vipers. Il 4 febbraio viene selezionato per partecipare all'All-Star Game della D-League, ma a causa di un infortunio è stato sostituito da Travis Leslie. Il 14 aprile 2013 firma nuovamente con i Los Angeles Lakers dopo il grave infortunio occorso a Kobe Bryant. Gioca 6 minuti contro gli Houston Rockets e poi altri 6 minuti contro i San Antonio Spurs. Il 25 aprile viene nominato MVP della D-League. Grazie agli infortuni contemporanei di Steve Nash, Steve Blake e Jodie Meeks viene schierato titolare nella terza partita di play-off contro i San Antonio Spurs, segnando un career-high di 20 punti in quella che è stata la peggior sconfitta interna ai play-off nella storia dei Lakers. In gara-4 segna 14 punti, ma la sua squadra viene eliminata.
Il 26 luglio 2013 firma un contratto annuale con l'UNICS Kazan', squadra militante in VTB United League. Il 27 aprile 2014 viene nominato MVP della lega grazie a una media di 19,8 punti, 2,0 assist, 2,8 rimbalzi e 0,7 palle rubate in 22 partite giocate. Viene inoltre inserito nell'All-EuroCup First Team e nominato MVP dell'Eurocup, la seconda competizione europea per importanza, nella quale ha avuto una media di 18,8 punti, 2,0 rimbalzi, 3,1 assist e 0,8 palle rubate in 24 partite.
Il 2 luglio 2014 firma un contratto biennale con il Fenerbahçe Ülker, squadra militante in Basketbol Süper Ligi. Viene nominato MVP della seconda settimana di Eurolega, grazie ai 27 punti, 3 assist, 2 rimbalzi e 3 palle rubate che gli hanno valso una valutazione di 30 contro il Turów Zgorzelec. Il 13 novembre 2014 ha realizzato 10 triple contro il Bayern Monaco, realizzando il nuovo record nella storia dell'Eurolega. Queste triple hanno contribuito a una prestazione da 34 punti, 4 rimbalzi e 3 assist per una valutazione di 40, che gli hanno valso il premio MVP della quinta settimana di Eurolega. Nel maggio 2015 viene inserito nell'All-Euroleague Second Team. Durante questa stagione il Fenerbahçe raggiunge per la prima volta nella sua storia le final four di Eurolega, dove viene sconfitto dal Real Madrid. Il 17 giugno 2015 il team manager del Fenerbahçe Ömer Onan ha dichiarato che il giocatore non avrebbe giocato nella squadra turca nella stagione successiva. Qualche giorno dopo Goudelock ha dichiarato che il suo desiderio sarebbe stato quello di rimanere al Fenerbahçe, ma la squadra non ha esercitato l'opzione di rinnovo del suo contratto.
Il 14 luglio 2015 firma un contratto annuale con gli Xinjiang Flying Tigers, squadra militante in CBA, mantenendo una media di 22,1 punti in 35 partite. Il successivo 9 marzo, terminata la stagione cinese, viene ingaggiato dagli Houston Rockets. Tre giorni dopo fa il suo debutto contro gli Charlotte Hornets, realizzando 2 punti e una palla rubata in 5 minuti. Il 9 luglio viene tagliato.
Il 2 agosto 2016 firma un contratto annuale con il Maccabi Tel Aviv, squadra militante in Ligat ha'Al.
Il 10 luglio 2017 firma un contratto biennale con l'Olimpia Milano , approdando così in Serie A.
Il 23 luglio 2018 firma un contratto con la squadra cinese Shandong Golden Stars.
Nell'ottobre 2019 firma un contratto con la Reyer Venezia, tornando così in Serie A.

## Statistiche

### College
| Anno      | Squadra      | PG  | PT  | MP   | TC%  | 3P%  | TL%  | RP  | AP  | PRP | SP  | PP   |
| --------- | ------------ | --- | --- | ---- | ---- | ---- | ---- | --- | --- | --- | --- | ---- |
| 2007-2008 | CofC Cougars | 33  | 18  | 29,0 | 46,6 | 42,2 | 87,1 | 2,5 | 2,1 | 1,0 | 0,2 | 13,2 |
| 2008-2009 | CofC Cougars | 36  | 35  | 31,1 | 45,9 | 44,0 | 86,7 | 2,5 | 1,9 | 0,7 | 0,3 | 16,7 |
| 2009-2010 | CofC Cougars | 34  | 34  | 35,6 | 45,1 | 39,3 | 82,4 | 4,4 | 3,9 | 1,1 | 0,4 | 19,4 |
| 2010-2011 | CofC Cougars | 37  | 37  | 35,2 | 45,5 | 40,7 | 82,1 | 3,9 | 4,2 | 0,9 | 0,2 | 23,7 |
| Carriera  | Carriera     | 140 | 124 | 32,8 | 45,7 | 41,3 | 83,8 | 3,3 | 3,0 | 0,9 | 0,3 | 18,4 |

### NBA

#### Regular Season
| Anno      | Squadra         | PG | PT | MP   | TC%  | 3P%  | TL%  | RP  | AP  | PRP | SP  | PP  |
| --------- | --------------- | -- | -- | ---- | ---- | ---- | ---- | --- | --- | --- | --- | --- |
| 2011-2012 | L.A. Lakers     | 40 | 0  | 10,5 | 39,1 | 37,3 | 91,7 | 0,8 | 0,5 | 0,1 | 0,0 | 4,4 |
| 2012-2013 | L.A. Lakers     | 1  | 0  | 6,0  | 0,0  | -    | -    | 1,0 | 0,0 | 0,0 | 0,0 | 0,0 |
| 2015-2016 | Houston Rockets | 8  | 0  | 6,3  | 45,0 | 11,1 | 75,0 | 0,3 | 0,5 | 0,8 | 0,3 | 2,8 |
| Carriera  | Carriera        | 49 | 0  | 9,7  | 39,3 | 34,5 | 87,5 | 0,7 | 0,5 | 0,2 | 0,0 | 4,0 |

#### Playoffs
| Anno     | Squadra         | PG | PT | MP   | TC%  | 3P%  | TL% | RP  | AP  | PRP | SP  | PP   |
| -------- | --------------- | -- | -- | ---- | ---- | ---- | --- | --- | --- | --- | --- | ---- |
| 2012     | L.A. Lakers     | 4  | 0  | 2,5  | 66,7 | 100  | -   | 0,3 | 0,0 | 0,0 | 0,0 | 1,3  |
| 2013     | L.A. Lakers     | 3  | 2  | 26,7 | 44,4 | 20,0 | 100 | 1,7 | 1,0 | 1,7 | 0,0 | 12,0 |
| 2016     | Houston Rockets | 2  | 0  | 5,5  | 50,0 | 0,0  | -   | 1,0 | 0,0 | 0,0 | 0,0 | 3,0  |
| Carriera | Carriera        | 9  | 2  | 11,2 | 46,7 | 25,0 | 100 | 0,9 | 0,3 | 0,6 | 0,0 | 5,2  |

### Eurolega
| Anno      | Squadra          | PG | PT | MP   | TC%  | 3P%  | TL%  | RP  | AP  | PRP | SP  | PP   |
| --------- | ---------------- | -- | -- | ---- | ---- | ---- | ---- | --- | --- | --- | --- | ---- |
| 2014-2015 | Fenerbahçe       | 29 | 19 | 29,8 | 51,1 | 46,1 | 75,0 | 2,2 | 2,1 | 0,7 | 0,1 | 17,0 |
| 2016-2017 | Maccabi Tel Aviv | 20 | 16 | 28,7 | 50,8 | 45,8 | 91,3 | 2,6 | 2,8 | 0,2 | 0,0 | 17,2 |
| 2017-2018 | Olimpia Milano   | 25 | 23 | 26,2 | 39,2 | 31,2 | 92,6 | 2,4 | 1,8 | 0,8 | 0,2 | 12,3 |
| Carriera  | Carriera         | 74 | 58 | 28,3 | 47,4 | 41,1 | 86,5 | 2,4 | 2,2 | 0,6 | 0,1 | 15,5 |

## Palmarès

### Squadra
- Campionato NBA D-League: 1

Rio Grande Valley Vipers: 2013
- Coppa di Russia: 1

UNICS Kazan: 2013-14
- Coppa di Israele: 1

Maccabi Tel Aviv: 2016-17
- Campionato italiano: 1

Olimpia Milano: 2017-18
- Coppa Italia: 1

Reyer Venezia: 2020
- Supercoppa italiana: 1

Olimpia Milano: 2017

### Individuali
- All-NBA D-League First Team: 1

Sioux Falls Skyforce / Rio Grande Valley Vipers: 2013
- NBA D-League MVP:

Sioux Falls Skyforce / Rio Grande Valley Vipers: 2013
- All-Eurocup First Team: 1

UNICS Kazan': 2013-14
- Eurocup MVP: 1

UNICS Kazan': 2013-14
- MVP VTB United League: 1

UNICS Kazan': 2013-14
- MVP Coppa di Russia: 1

UNICS Kazan': 2013-14
- All-Euroleague Second Team: 1

Fenerbahçe Ülker: 2014-15
- MVP Finale Scudetto: 1

Olimpia Milano: 2017-18